# Ozicrypta littleorum
Ozicrypta littleorum is een spinnensoort uit de familie Barychelidae. De soort komt voor in Queensland.